# Parafia św. Mikołaja Biskupa w Warce
Parafia pw. Świętego Mikołaja Biskupa w Warce – parafia rzymskokatolicka należąca do dekanatu wareckiego, archidiecezji warszawskiej, metropolii warszawskiej Kościoła katolickiego. Siedziba parafii mieści się w Warce.

## Historia
Parafia erygowana w XIV wieku. 

### Kościół parafialny
Obecny kościół parafialny pochodzi z XVII wieku, wskutek wielokrotnych przebudowań zatracił pierwotny charakter.

## Zasięg parafii

### Ulice i miejscowości
Źródło: strona internetowa parafii
Ulice: Baczyńskiego, Batalionów Chłopskich, Bielańska, Błękitna, Broniewskiego, Długa nr 2 – 18, Diamentowa, Fabryczna, Farna, 
Gałczyńskiego, Gośniewska, Grójecka, Kolejowa, Konopnickiej, Krasińskiego, Krawczyka, Krótka, Lipowa, Lotników, Mickiewicza, Mostowa, Niemojewska, Nowakowskiego, Nowy Zjazd, Obwodowa, Orzeszkowej, Osiedlowa, Plac Czarnieckiego, Polna od nr 16, Prusa, Pruska, Puławska, Reymonta, Ropelewskiej, Różana, Sadowa, Senatorska, Sienkiewicza, Słowackiego, Solec, Spółdzielcza, Szkolna, Tęczowa, Tuwima, Warszawska, Wąwóz, Wichradzka, Wójtowska, Wspólna, Wysockiego do nr 15, Zawadzkiego, Zielna, Osiedle XXXV-lecia, Osiedle P. Wysockiego 
Miejscowości: Gąski, Gośniewice, Kazimierków (część – zwyczajowo Jeżówek), Kępa Niemojewska, Laski, Murowanka, Piaseczno, Prusy, Wichradz.